# Heinrich von Krzyzanowski
Heinrich von Krzyzanowski (* 10. Oktober 1822 in Pakostau, Kreis Kosten; † 1872) war ein Rittergutsbesitzer und Reichstagsabgeordneter.
Krzyzanowski studierte Jura in Breslau und Berlin und war Rittergutsbesitzer in Ronarzewo bei Krotoschin.
Von 1871 bis 1872 war er Mitglied des Deutschen Reichstags für die polnische Fraktion und den Wahlkreis Posen 6 (Krotoschin). Er legte dieses Mandat am 14. Juni 1872 nieder.